# Aliteus
Aliteus is een geslacht van kevers uit de familie  
kniptorren (Elateridae).
Het geslacht is voor het eerst wetenschappelijk beschreven in 1857 door Candèze.

## Soorten
Het geslacht omvat de volgende soorten:
- Aliteus adspersus Herbst
- Aliteus farinosus (Olivier, 1792)
- Aliteus reichei (Candèze, 1857)